# Osiedle Kościelne
Osiedle Kościelne (przed 1945: Erich Koch Siedlung) – osiedle w Zalewie, położone w południowo-wschodniej części miasta, przy granicy z Kupinem. W skład osiedla wchodzą ulice: Mickiewicza, Morwowa, Kilińskiego, Krótka, Rybacka, Parkowa, Różana, Krakowska, Kwiatowa, Niska i Targowa. Nazwa osiedla pochodzi od położenia, tj. nieopodal Kościoła św. Jana Apostoła i Ewangelisty w Zalewie. Po II wojnie światowej tę niewielką "dzielnicę" tworzyły stare, wschodniopruskie budynki mieszkalne, znajdujące się obecnie na ulicach: Kwiatowej i Różanej.

## Oficjalnie
Według zestawienia miejscowości jest to miejscowość o nazwie „Osiedle” będące częścią wsi Kupin, z nazwą oboczną Osiedle Kościelne, w uwagach zapisano „wg lokalizacji i przebiegu granic obrębów ewidencyjnych – część miasta Zalewo”. Osiedle jako część wsi Kupin występuje w bazie TERYT oraz w rozporządzaniu o miejscowości w Polsce.

## Dane ogólne
- Powierzchnia: 1,3 km²
- Ludność: ok. 300

## Inne
Na terenie osiedla znajduje się Stadion Miejski oraz siedziba Klubu Sportowego Ewingi Zalewo.
Ponadto, rozgrywany jest tu coroczny turniej paintballowy.